# Herman Bernard Semmelink
Dr. Herman Bernard Semmelink (Pelaihari, 24 mei 1868 - Wassenaar, 26 september 1930) was een Nederlands gynaecoloog en adviseur van het Centraal Bureau voor de Statistiek.

## Beknopte biografie
Semmelink studeerde aan de Rijksuniversiteit Leiden, waar hij op 31 mei 1895 zijn artsdiploma behaalde. Na zijn diplomering bleef hij enige tijd werkzaam als assistent van de in Leiden werkzame hoogleraar Veit. In 1898 promoveerde Semmelink tot doctor in de medicijnen. Na zijn promotie vestigde hij zich te Den Haag als vrouwenarts. Wegens gezondheidsproblemen heeft hij zijn praktijk uiteindelijk neer moeten leggen. Vanaf dat moment was hij werkzaam als adviseur bij het Centraal Bureau voor de Statistiek. Hij publiceerde de nodige artikelen in medische tijdschriften. Semmelink ligt begraven op Nieuw Eik en Duinen.

## Wetenswaardigheden
- Hij is de zoon van Officier van Gezondheid Jan Semmelink en de grootvader van skiër John Semmelink.
- Semmelink speelde vanaf 1885 cricket bij HCC.